# Staatliche Universität Semei
Die Staatliche Universität Semei (kasachisch Шәкәрім атындағы Семей мемлекеттік университеті; russisch Семипалатинский государственный университет имени Шакарима) im kasachischen Semei im Gebiet Ostkasachstan ist eine von drei Hochschulen der Stadt Semei. Sie wurde im Jahr 1995 gegründet und nach dem kasachischen Dichter Schakarima Kudajberdyjewa benannt.
Während der Jahre 1996–2003 bildete sie zusammen mit dem Staatlichen Pädagogischen Institut Semei die staatliche Universität der Stadt. Hier werden Fachkräfte für die Landwirtschaft, die Geisteswissenschaften, die Veterinärmedizin, für Wirtschaft und Recht und Soziologie ausgebildet.

## Fakultäten
- Fakultät Agrarwissenschaft und Ökonomie
- Technische Fakultät
- Fakultät für Informations- und Kommunikationstechnologie
- Fakultät für Soziologie und Geisteswissenschaften
- Wirtschaftliche Fakultät
- Juristische Fakultät